# Route nationale 407
Die Route nationale 407, kurz N 407 oder RN 407, war eine französische Nationalstraße.
Die Straße verlief von 1933 bis 1973 zwischen Saint-Mihiel und Marbache. Sie bestand aus zwei Abschnitten, die durch die Nationalstraße 58 verbunden waren. Auf dem mit der N 58 gemeinsamen Abschnitt wird eine Departementgrenze gequert. Nach ihrer Herabstufung verwendete man die Nummer für die Nationalstraße 307A bis 1982. Es erfolgte die Herabstufung zur Départementsstraße 407. 1986 tauchte die Nummer erneut als Verbindung zwischen der Nationalstraße 7 und Autobahn 7 in Vienne. Diese zwei Kilometer lange Straße trägt seit 2006 die Nummer D 1407.